# رود قره‌کهریز
رود قره کهریز یا  رودخانهٔ کرهرود که به نام رودخانه خشکه نیز معروف است، رودی است که منطقه شهر اراک جریان دارد. این رود ۸ ماه در سال دارای مقادیر قابل توجهی آب است که در آن جریان داشته و از آن به طور متوسط یک متر مکعب آب در ثانیه رد می‌شود. این رود به کویر میقان می‌ریزد.